# Jan van Gool
Johan, o Jan van Gool (La Haia, 1685 – La Haia, 1763) fou un pintor i escriptor neerlandès, recordat principalment com el biògraf dels artistes de l'Edat d'Or neerlandesa.

## Biografia

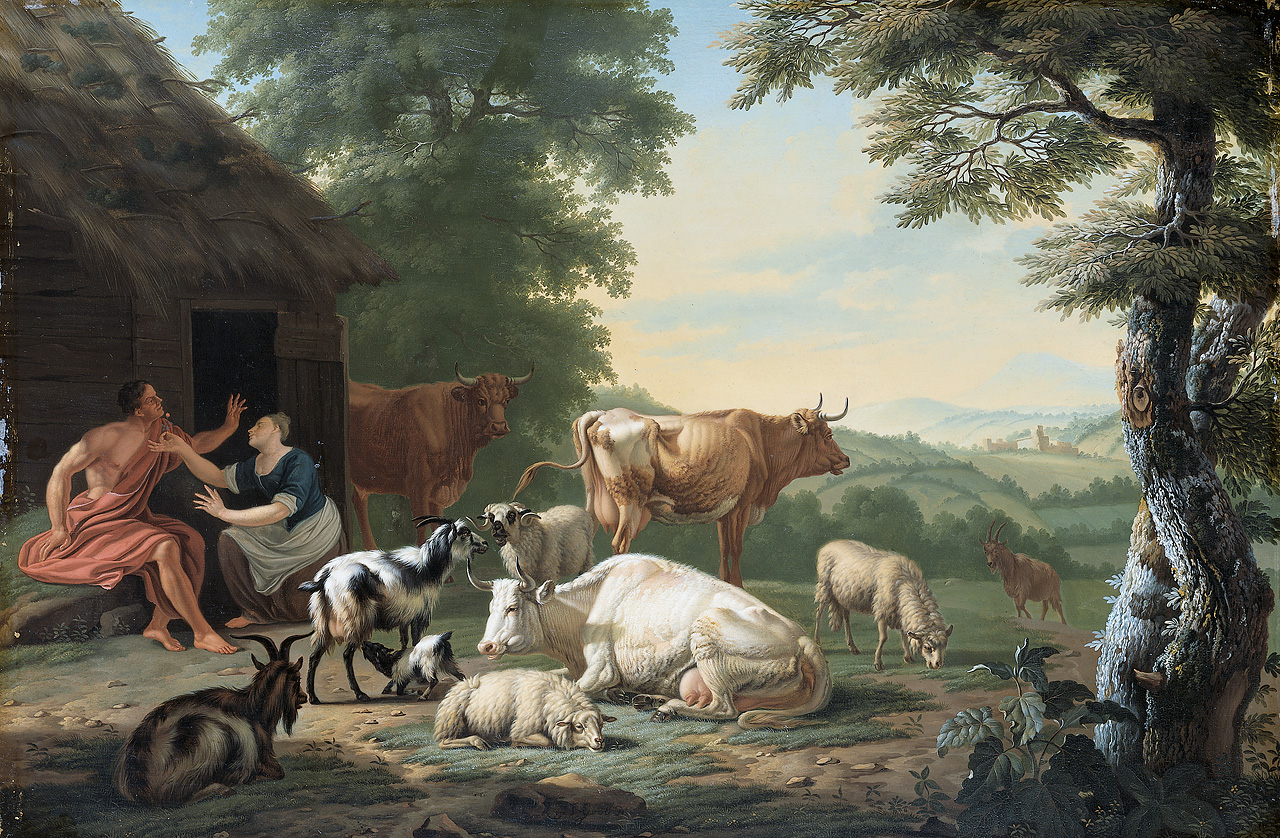
Paisatge amb pastors

D'acord amb el Rijksbureau voor Kunsthistorische Documentatie va aprendre a pintar de Simon van der Does i Mattheus Terwesten. Es va convertir en un membre de la Confraria Pictura el 1711. Va ser el primer regent, i després cinc anys més tard es va convertir en director del Dibuix Escolar de la Haia 1720-1734. Va passar la major part del seu temps en aquesta ciutat, però va viatjar a Anglaterra dues vegades i es registra allí el 1711. Es va especialitzar en paisatges italianizants.
Ell és més conegut avui pel seu llibre de biografies d'artistes, conegut com el "Nieuw Schouburg". El títol complet és De Nieuwe Schouburg der Nederlantsche kunstschilders en schilderessen: Waer in de Levens- en Kunstbedryven der tans levende en reets overleedene Schilders, die van Houbraken, noch eenig ander schryver, zyn aengeteekend, verhaelt worden. (La Haia, 1750). Es referia a aquest llibre com una actualització del "Schouwburg" original escrita pel seu amic Arnold Houbraken, que els seus tres volums van ser escrits amb ordre per l'any de naixement, que acaba amb Adriaen van der Werff, nascut el 1659. Comença el seu llibre amb un homenatge als seus predecessors, sobretot Karel van Mander i el mateix Houbraken, assenyalant, no obstant això, que Houbraken havia inclòs molts comentaris insultantes en els seus esbossos que ell sentia que eren innecessaris. Comença amb els artistes que Houbraken va deixar de costat, l'elecció dels seus primers temes de dos pintors de la Haia, Jan van Ravensteyn i Adriaen Hanneman. A continuació, va procedir a escriure notes curtes amb l'any de naixement fins a 1680, acabant el Volum I amb Gerard Jan Palthe. En el Volum II, contínua des de 1680 amb Jan van Huysum i acaba el 1700 amb els germans Bernard i Matthijs Accama.
El seu llibre conté moltes notes sobre pintors de la Haia i la fundació de l'acadèmia de dibuix de la Haia on va viure i va treballar.

## Llista de pintors en Part I
| - Jan Antonisz. van Ravesteyn p. 15 - Cornelis Janssens van Ceulen p. 22 - Adriaen Hanneman p. 24 - Martinus Lengele p. 30 - Arnold van Ravesteyn p. 31 - Isaac Koedijck p. 36 - Jan Potheuck p. 36 - Abraham Lambertsz van den Tempel p. 37 - Jan Goedart p. 41 - Willem Eversdijck p. 43 - Cornelis Eversdyk p. 43 - Theodor van der Schuer p. 44 - Willem Doudijns p. 51 - Nikolaes Wieling p. 58 - Herman Verelst p. 59 - Pieter Hermansz Verelst p. 59 - Simon Pietersz Verelst p. 59 - Adriaen Cornelisz Beeldemaker p. 63 - Franciscus Carree p. 64 - Johan le Ducq p. 65 - Marcus de Bye p. 67 - Daniël Haring p. 69 - Daniel Mijtens the Younger p. 71 - Jan Weenix p. 79 - Robbert Duval (1639-1732) p. 83 - Johannes Vollevens p. 89 - Anthoni Schoonjans p. 94 | - Jan Mortel p. 99 - Abraham Begeyn p. 100 - Elias Terwesten p. 102 - Theodoor Visscher p. 104 - Cornelis de Bruijn p. 112 - Jan van Call p. 117 - Jan Frans van Bloemen p. 121 - Pieter van Bloemen p. 122 - Hendrik Carré p. 122 - Michiel Carree p. 125 - Frank Pieterse Verheyden p. 127 - Arnold Houbraken p. 131 - N. Bodekker p. 147 - Jillis de Winter p. 150 - Jan Fielius p. 151 - Jacobus van der Sluis p. 151 - Bonaventura van Overbeek p. 154 - Theodorus Netscher p. 172 - Willem van Mieris p. 191 - Nikolaes Hooft p. 204 - Matheus de Meele p. 207 - Rachel Ruysch p. 210 - Matthijs Pool p. 234 - Pieter van der Werff p. 234 - Albert van Spiers p. 242 - Ottmar Elliger p. 243 - Herman Henstenburgh p. 248 - Elias van Nymeegen p. 256 - Kaspares Petro Verbruggen p. 264 - Theodor van Pee p. 272 | - Adam Silo p. 287 - Frans Beeldemaker p. 289 - Jan Hendrik Brandon p. 293 - Arnold Boonen p. 294 - Jaques Parmantio p. 294 - Mattheus Terwesten p. 309 - Carel Borchaert Voet p. 329 - Alexander van Gaelen p. 340 - N. Cramer p. 341 - Jacob Christoph Le Blon p. 342 - Isaac de Moucheron p. 362 - Constantijn Netscher p. 367 - R. Bleek p. 374 - Gerard Rademaker p. 378 - Gerard Wigmana p. 386 - Nikolaas Verkolje p. 392 - Abraham Rademaker p. 403 - Anselmus Weeling p. 409 - Dirk Kint p. 413 - Jasper Boonen p. 414 - Margaretha Wulfraet p. 415 - Pieter Hardimé p. 418 - Simon Hardimé p. 418 - Jan Serin p. 423 - Coenraedt Roepel p. 426 - Jacob Campo Weyerman p. 434 - Philip van Dijk p. 440 - Henrik van Limborch p. 448 - Jan Palthe p. 370 - Gerard Jan Palthe p. 469 |

## Llista de pintors en Part II
| - Jan van Huysum p. 13 - Justus van Huysum p. 30 - Jacob van Huysum p. 30 - Margaretha Haverman p. 32 - Hendrik Hulst p. 32 - Herman van der Mijn p. 34 - Frans Dekker p. 49 - Wilhelmus Troost p. 50 - Jacoba Maria van Nickelen p. 52 - Matthijs Balen p. 55 - Abraham Torenvlied p. 57 - Johannes Vollevens II p. 57 - Balthasar Denner p. 62 - Jacques Ignatius de Roore p. 86 - Isaak Walraven p. 116 - Hieronimus van der My p. 129 - Jan Maurits Quinkhard p. 130 - Dirk Dalens p. 134 - Bartholomeus Douven p. 136 - N. Anchilus p. 138 - Robbert Griffier p. 140 - Johannes Vogelsang p. 143 - Francis Vergh p. 145 - Frans van Mieris the Elder p. 147 - Jan Abel Wassenberg p. 152 - Antoni de Waerd p. 157 - Jacob Appel p. 158 - Pieter van Call p. 165 - Jan van Call p. 168 - Jan Wandelaer p. 169 - Henriëtta van Pee p. 179 - Harmanus Wolters p. 191 - Cornelis Pronk p. 193 - Abraham de Haen p. 198 - Jan de Beijer p. 199 - Louis Fabricius Dubourg p. 200 - Gerard Melder p. 205 | - Adriaen van der Burg p. 212 - Abraham Carré p. 215 - Hendrik Carré II p. 217 - Johannes Carré p. 218 - Jacob de Wit p. 218 - Jacob van Liender p. 238 - Theodoor Hartzoeker p. 239 - Cornelis Troost p. 241 - Sara Troost p. 252 - Louis de Moni p. 259 - Leonard François Louis p. 262 - Johan Hendrik Keller p. 266 - Engel Sam p. 273 - Johan Graham p. 276 - Mattheus Verheyden p. 278 - Jan George Freezen p. 297 - Antoni Elliger p. 301 - Christina Maria Elliger p. 303 - Gerard Sanders p. 304 - Johannes Antiquus p. 307 - Dionys van Nymegen p. 318 - Andreas van der Myn p. 321 - Cornelia van der Mijn p. 321 - Gerard van der Myn p. 321 - Frans van der Mijn p. 322 - George van der Mijn p. 326 - Robbert van der Myn p. 326 - Herman Diederik Cuipers p. 327 - Pierre Lyonnet p. 330 - Kornelis Greenwood p. 338 - Aert Schouman p. 346 - Tibout Regters p. 353 - Augustinus Terwesten p. 355 - Jan Verbruggen p. 358 - Arnout Rentinck p. 361 - Jan ten Compe p. 364 - Ludolf Bakhuizen p. 366 | - Hendrik de Winter p. 369 - Jan Palthe p. 370 - Jacobus Buys p. 372 - Nikolaes Reyers p. 372 - Hendrik Pothoven p. 374 - Adriaen van der Werff p. 376 - Huchtenburg p. 410 - Gerard Hoet p. 415 - Carel de Moor p. 422 - Roelof Koets p. 438 - Nicolaas Piemont p. 441 - Jan van Mieris p. 442 - Jan Boeckhorst p. 450 - Domenicus van Wijnen p. 451 - Dionys Godyn p. 454 - Nikolaes van Ravestein p. 455 - Isaak van der Vinne p. 455 - Jan Vincentsz van der Vinne p. 455 - Cornelis Dusart p. 457 - Jan Vermeer van Utrecht p. 460 - Norbert van Bloemen p. 463 - Abraham Brueghel p. 463 - Jan Batist Breugel p. 464 - N. de Winter p. 465 - Jacob van Staverden p. 466 - Jacobus de Baen p. 466 - Jan Adriaensz van Staveren p. 466 - Dirk Valkenburg p. 477 - Jacob Ochtervelt p. 488 - S. van der Hoog p. 489 - Meindert Hobbema p. 490 - Jan Wijnants p. 490 - J. Fournier p. 492 - Bernard Accama p. 493 - Matthijs Accama p. 493 |